# Motoslitta

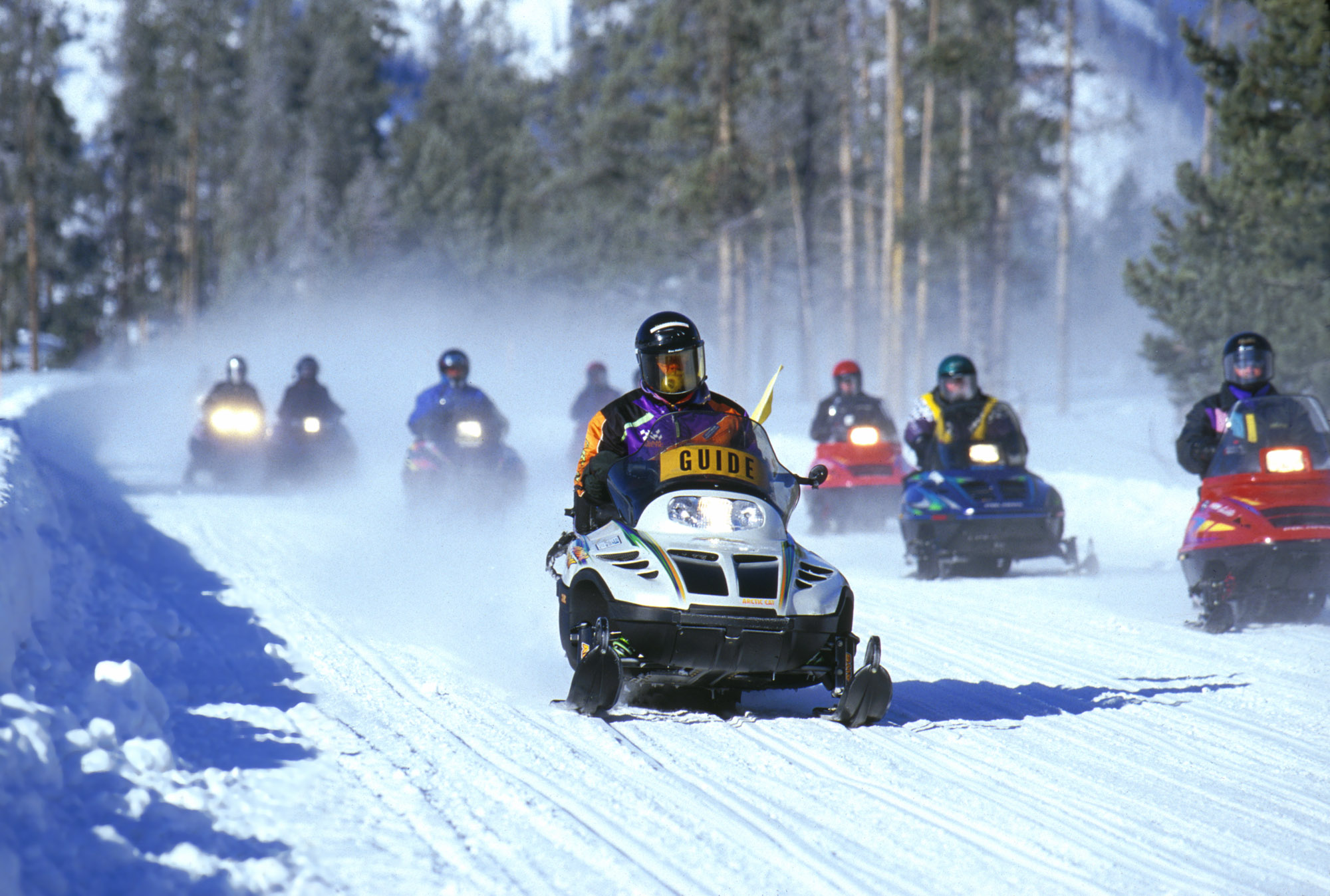
Un'escursione in motoslitta nello Yellowstone National Park.

La motoslitta è un mezzo di trasporto terrestre a trazione meccanica che utilizza sci nella parte anteriore per permettere al mezzo di cambiare direzione del moto. Il movimento è impartito dal motore, attraverso cingoli posteriori che nei primi modelli erano in gomma, ma ora prevalentemente in composti di kevlar. Sono studiate per essere operative su neve o ghiaccio e non richiedono l'utilizzo di strade o rotaie. Un tipo di motoslitta con propulsione ad elica invece che con trazione meccanica è detta aeroslitta.

## Storia
I primi veicoli motorizzati progettati espressamente per il movimento sulla neve furono delle "auto da neve", trasformazioni di normali autovetture come la Ford Modello T dove le ruote erano state sostituite da sci e delle catene. Anche se non fu l'unico a lavorarci, fu Joseph-A. Landry che fece brevettare l'invenzione in Canada e negli Stati Uniti d'America nel 1923. Egli aveva trasformato un'automobile ed effettuato un viaggio di 40 km tra Mont-Joli e Rimouski. Tra il 1924 e il 1948 vennero costruiti un centinaio di veicoli similari, soprattutto a cura delle aziende che lavoravano nelle foreste.
Ma fu soprattutto Joseph-Armand Bombardier, nativo di Valcourt che ha avuto l'ambizione di rendere l'inverno una stagione in cui si poteva viaggiare tranquillamente come in tutte le altre dell'anno. Durante l'inverno 1936-1937 vende le sue prime autoslitte B7 (B per il suo cognome, 7 per il numero di passeggeri trasportabili) che utilizzano un suo brevetto di cingolo, un ingranaggio ricoperto di caucciù e degli sci sulle ruote anteriori. È proprio il sistema di trazione con l'utilizzo della gomma che rende tale veicolo immediatamente più efficace rispetto ai precedenti che utilizzavano solo il metallo: la B7 fu un successo immediato ma non ancora abbastanza soddisfacente per l'inventore. 

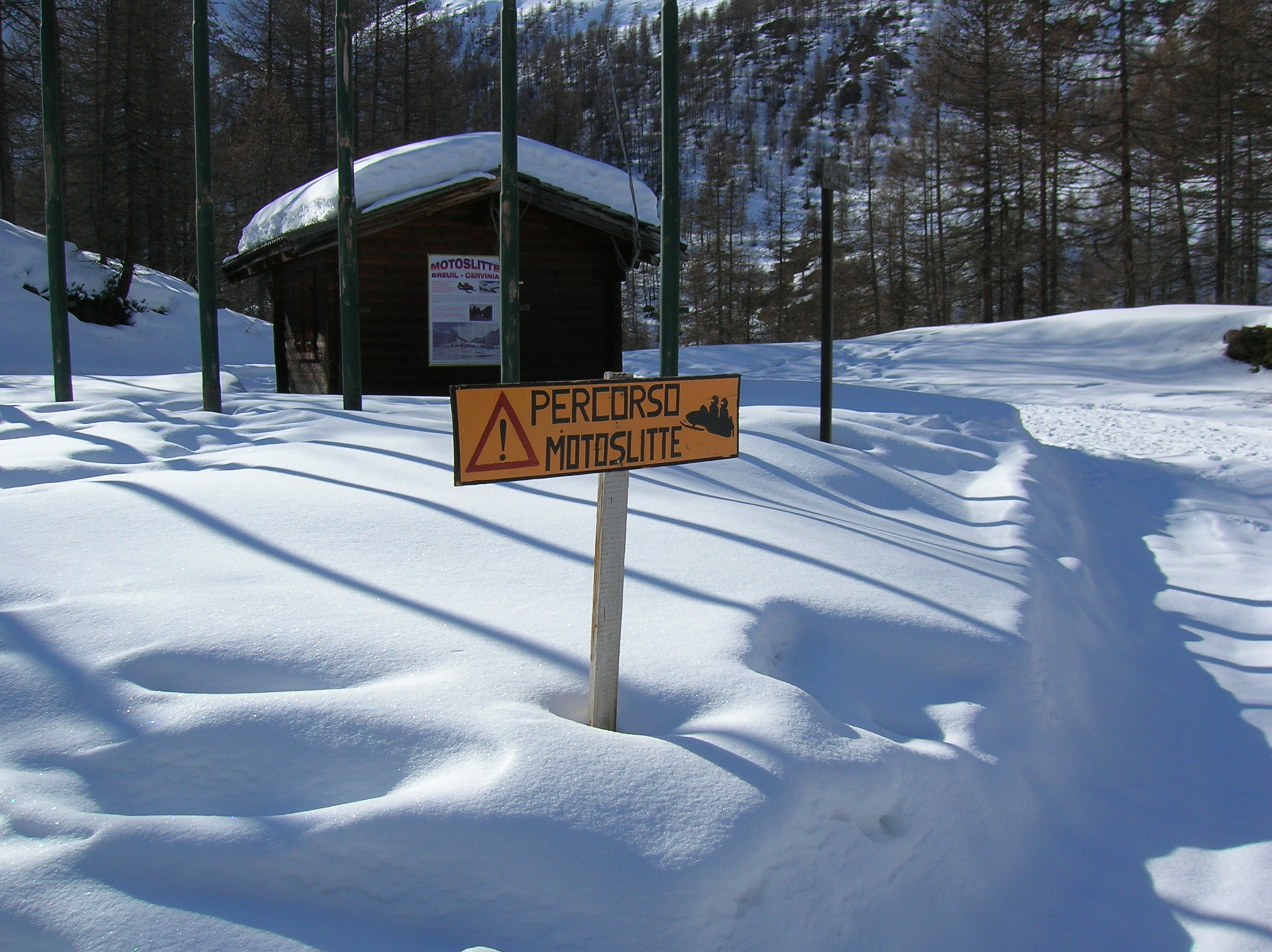
Un percorso per motoslitte a Breuil-Cervinia.

Durante la seconda guerra mondiale egli produsse dei grossi furgoni semi cingolati con i cingoli di gomma rinforzati da lame d'acciaio ad uso delle truppe e basati sul suo B12 progettato ad uso ambulanza, minibus scolastico e trasporti locali.
L'avvento delle nuove tecniche per il deghiacciamento delle strade creò però un periodo di crisi di vendite per questo tipo di mezzi, la Bombardier si riciclò allora nella produzione di mezzi destinati all'industria pesante del taglio e della lavorazione del legno forestale nonché a mezzi di servizio per la manutenzione delle piste da sci.

## Descrizione
La motoslitta ha la forma simile a quella di una motocicletta con una coppia di sci all'anteriore e un cingolo centrale al posteriore, quest'ultimo assicura la trazione del veicolo. La maggior parte dei modelli è equipaggiata da un motore a due tempi raffreddato ad aria o a liquido ma con l'aumento della cilindrata dei propulsori sono in aumento quelli equipaggiati di motore a quattro tempi raffreddati a liquido, i quali erano inizialmente meno inquinanti; ma con l'introduzione del sistema ad iniezione diretta nei motori a due tempi, si è notato che sono questi ultimi ad essere meno inquinanti.
Le cilindrate dei motori sono variabile tra i 250 e i 1.500 cc con la maggior parte dei modelli attuali situati nell'intervallo tra 600 e 1.000 cm³, sono in commercio e utilizzati soprattutto per le competizioni anche motori che arrivano a superare i 250cv di potenza e i 2.500 cm³ di cubatura.
Il cambio è nella maggior parte dei casi automatico continuo se pure alcuni modelli siano dotati di cambio meccanico e di retromarcia (questo è il caso soprattutto dei mezzi da utilizzo pesante). Nei modelli recenti la retromarcia è spesso attuabile elettronicamente attraverso l'inversione del senso di rotazione del motore (solo per motori a due tempi).
L'impianto frenate è composto da un freno a disco sul cingolo ed è attivato o meccanicamente attraverso un cavo o attraverso un impianto idraulico come quello ormai presente sulla maggior parte delle due ruote. La leva del freno è situata sulla parte sinistra del manubrio mentre il comando dell'acceleratore è sul lato destro. 

## Conversioni

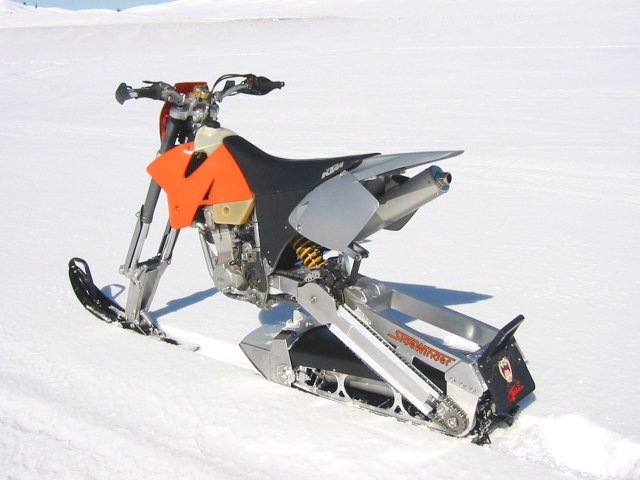
Motocicletta trasformata in motoslitta

Oltre alle motoslitte native, esistono nei kit di trasformazione di moto e scooter, che permettono di ottenere una motoslitta ad un costo minore rispetto ad un mezzo dedicato.